# Шмариков, Александр Степанович
Александр Степанович Шмариков (15 октября 1961, Джамбул — 13 мая 2024) — советский и казахстанский футболист.

## Биография
Воспитанник каратауской футбольной школы. Выступал на позиции нападающего в командах Джамбула и Шымкента.
Лучший бомбардир чемпионата Казахстана 1993 г. (28 голов). Со 113 голами входит в «G100 — Клуб казахстанских бомбардиров».
Серебряный призёр чемпионата Казахстана 1995.
Умер 13 мая 2024 года в возрасте 62 лет.